# Phrynonax
Phrynonax är ett släkte ormar i familjen snokar med tre arter som förekommer i Centralamerika.
Arterna är med en längd av 75 till 150 cm medelstora ormar. De lever i olika slags skogar. Individerna äter små fåglar och fågelägg som ibland kompletteras med små däggdjur och andra kräldjur. Honor lägger ägg.
Arterna är:
- Phrynonax poecilonotus
- Phrynonax polylepis
- Phrynonax shropshirei